# Reteporella reticulata
Reteporella reticulata är en mossdjursart som först beskrevs av Powell 1967.  Reteporella reticulata ingår i släktet Reteporella och familjen Phidoloporidae. Inga underarter finns listade i Catalogue of Life.